# Yang Shuncheng
Yang Shuncheng, né le 25 février 2007, est un nageur chinois de natation artistique.
Il remporte la médaille d'or au championnat du monde à Doha en solo.

## Biographie
A l'âge de 15 ans, il remporte un titre mondial aux championnats du monde junior en double mixte avec sa compatriote Ji Heyue ; il remporte également l'argent en solo libre masculin et le bronze en solo technique open.
L'année suivante lors des championnats du monde à Doha, il s'impose dans l'épreuve technique en solo avec 246,4766 points.

## Palmarès

### Championnats du monde de natation
- 2024 à Doha,  Qatar
  -  Médaille d'or en solo technique